# Jequeri

Jequeri este un oraș în Minas Gerais (MG), Brazilia.